# Il mondo è di tutti
Il mondo è di tutti è l'ottavo album del cantautore Povia pubblicato nel 2011 dalla Warner Bros. Records.

## Tracce
Testi e musiche di Povia.
1. Il mondo è di tutti - 3:27
2. Numeri - 3:20
3. Espartero - 3:35
4. Diamante - 2:58
5. La ballata degli angeli - 3:51
6. Mami milù - 2:53
7. Sorellina - 3:32
8. I bambini fanno "ooh..." - 3:34
9. Vorrei avere il becco - 2:57
10. Luca era gay - 4:08
11. La verità - 3:36
12. Non basta un sorriso - 3:19

## Singoli
- I bambini fanno "ooh..." - (2005)
- Vorrei avere il becco - (2006)
- Luca era gay - (2009)
- Non basta un sorriso - (2009)
- La verità - (2010)
- Il mondo è di tutti - (2010)